# しんかい12000
しんかい12000は、独立行政法人海洋研究開発機構 (JAMSTEC) が開発構想段階の大深度有人潜水調査船。

## 計画
しんかい6500が開発・進水してから四半世紀が過ぎ、深海調査の国際競争が激しくなったことや開発技術の継承などの懸念がある中で、水深1万2000mまで潜航可能な次世代船の構想が進められている（海の最深部は日本からも近いマリアナ海溝のチャレンジャー海淵で、約1万920mと推定されている）。2014年3月、日本学術会議が建造費を300億円（または500億円）と試算し、2023年に向けての政府に運用開始を提言したが、予算措置は講じられていない。2023年ごろの就航を目指すとも2020年代後半の完成を目指しているとも報じられたが、2022年現在、進捗は報じられていない。

## 構想段階での設計
2015年に公表されたイメージ図では、以下のような設計が計画されている。

### 船体
耐圧殻は、厚さ5-10センチの強化ガラス製耐圧球と、チタン合金製の耐圧球を1個ずつ採用。前部の耐圧球をガラス製にすることで、視界を広げる。後部の耐圧球には、ベッドやトイレを有する休憩室を確保し、最長2日間の潜航が可能になるほか、ここにも観測窓を設ける。これにより、従来は操縦者2人・研究者1人の計3人のみだった搭乗者を、6人乗りでうち4人が研究者にするという案がある。

### 装備
観測器材は、いずれも更なる高性能化と小型化を図る。特に2本のロボットアームは、作業性を向上させるとともに、温度や圧力も感知できる機能を実現できる予定である。